# Araneus oxygaster
Araneus oxygaster är en spindelart som beskrevs av Lodovico di Caporiacco 1940. Araneus oxygaster ingår i släktet Araneus och familjen hjulspindlar.
Artens utbredningsområde är Etiopien. Inga underarter finns listade i Catalogue of Life.